# Weerter- en Budelerbergen & Ringselven
Weerter- en Budelerbergen & Ringselven is één Nederlands Natura 2000-gebied.
Dit gebied bestaat uit de deelgebieden Weerterbos, Ringselven en Kruispeel (Habitatrichtlijngebied) en de Hugterheide en de Weerter- en Budelerbergen (Vogelrichtlijngebied).

De ligging is gedeeltelijk in Limburg en in Noord-Brabant in de gemeenten Cranendonck, Nederweert, Someren, Weert.